# Pediasia ferruginea
Pediasia ferruginea là một loài bướm đêm trong họ Crambidae.